# Тардавка
Тардавка (баш. Тарҙау) — село Тардавского сельсовета Белокатайского района Республики Башкортостан.

## История
Тардавка (иногда встречается Тардовка) была образована при реке Тарлау в 1880—1882 годах. 48 семей крестьян, приехавших из Пермской, Орловской и Вятской губерний, арендовали здесь расчищенное от леса поле-пашню. Условия аренды были следующими: крестьяне платят по 35 копеек с десятины в год, а срок аренды составит 12 лет. В 1893 году аренда была продолжена. Местные жители в основном занимались сельским хозяйством, выращивали пшеницу, ячмень, рожь, овес, а также разводили домашний скот.
Изначально существовало два посёлка: Правая и Левая Тардовки, позже они объединились в одно село. В 1895 году в селе было 46 дворов. В 1905 году их количество выросло до 55, а в 1920 году до 91.
В данный момент село состоит из улиц Центральной и Заречной. В селе расположен магазин, клуб и фельдшерско-акушерский пункт.

## Население
| 1895 | 1905 | 1920 | 2002 | 2009 | 2010 |
| ---- | ---- | ---- | ---- | ---- | ---- |
| 360  | ↗362 | ↗712 | ↘136 | ↘102 | ↘89  |

Живут русские, башкиры. 

## Географическое положение
Расстояние до:
- районного центра (Новобелокатай): 35 км,
- центра сельсовета (Левали): 6 км,
- ближайшей ж/д станции (Ункурда): 71 км.